# Archidiecezja Madang
Archidiecezja Madang (łac.: Archidioecesis  Madangana, ang.: Archdiocese of Madang) – katolicka archidiecezja w Papui-Nowej Gwinei. Siedziba arcybiskupa znajduje się w katedrze św. Ducha w Madangu. 

## Historia
W 1896 papież Leon XIII erygował prefekturę apostolską Ziemi Cesarza Wilhelma (od 1913 Wschodniej Ziemi Cesarza Wilhelma). W 1922 prefektura została podniesiona do rangi wikariatu apostolskiego (pod nazwą Wschodniej Nowej Gwinei, zaś od 1952 Alexishafen). W 1966 papież Paweł VI podniósł wikariat do rangi archidiecezji, zmieniając równocześnie jej nazwę na Madang.

## Główne kościoły
- Katedra: Katedra św. Ducha w Madangu.